# Homem complexo
O Homem Complexo é em administração, a concepção do homem como um sistema complexo de valores, percepções, características pessoais e necessidades.
Como a maioria dos sistemas ele está preocupado em manter seu equilíbrio interno (homeostasia) e simultaneamente resolver problemas e atender as demandas e forças do seu ambiente externo (família, amigos, colegas e empresa)

## Motivações
As motivações do Homem Complexo são hierarquizadas, mas estão sujeitas a mudanças e ao aparecimento de novas motivações decorrentes de novas experiências e novas interação com o ambiente.
As motivações do homem complexo derivam não só do contexto organizacional, mas também da complexidade das relações e percepções do mesmo com o meio ambiente e sua experiência empiro-cognitiva através do tempo-espaço.